# 에런 번스
에런 번스(영어: Aaron Burns, 1985년 1월 28일 ~ )는 미국의 영화 촬영 감독 겸 제작자, 배우이다.
휴스턴에서 태어났다.

## 영화
- 마드레 (2016년)
- 그린 인페르노 (2015년) - 조나 역
- 노크 노크 (2015년) - 루이스 역
- 블랙티토 (2011년)